# Östra Gåsloken
Östra Gåsloken är en sjö i Mora kommun i Dalarna och ingår i Dalälvens huvudavrinningsområde.